# Licuala concinna
Licuala concinna är en enhjärtbladig växtart som beskrevs av Karl Ewald Maximilian Burret. Licuala concinna ingår i släktet Licuala och familjen Arecaceae. Inga underarter finns listade i Catalogue of Life.